# Beltershausen (Burgstall)
Der Burgstall Beltershausen ist eine abgegangene Burg in der Gemarkung Altendorf, etwa 800 m südwestlich des Stadtteils Altendorf der Stadt Naumburg im nordhessischen Landkreis Kassel.

## Lage

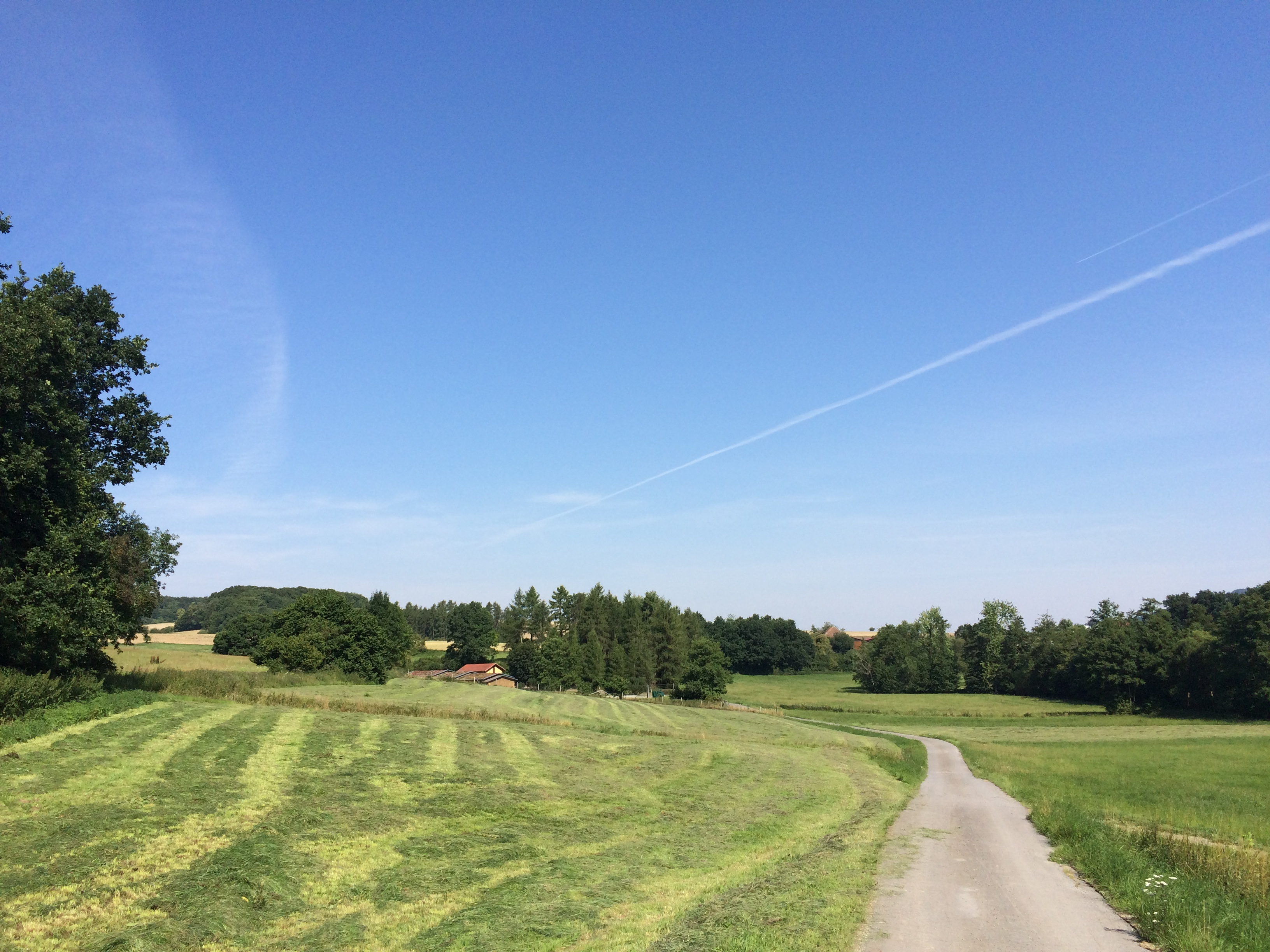
Volkmarser Weg: leicht mittig hinter der dunklen kleinen Waldgruppe, nicht einsehbar, liegt der Burgstall

Der Burgstall befindet sich wenige hundert Meter westlich der heutigen Landesstraße 3214 am unteren, östlichen Ende einer flachen Anhöhe nördlich des Heiligenbergs am Nordufer des Ederzuflusses Elbe, wo diese in ihrem allgemein südlichen Verlauf eine enge Nordost-Schleife beschreibt. Rund 300 m südwestlich, und am anderen Ufer der Elbe, lag das im Dreißigjährigen Krieg wüst gefallene Dorf Beltershausen, das mindestens seit 1384 im Besitz der Herren von Hertingshausen war.

## Geschichte
Wann die Burg erbaut wurde, ist nicht gesichert. Sie war vermutlich Sitz eines Ortsadelsgeschlechts, das erstmals für das Jahr 1235 mit Tammo von Beltershausen urkundlich belegt ist. Seine einzige Tochter Sophia trat 1243 in das Kloster Berich ein, und mit der Ausstattung der Tochter wurde wahrscheinlich auch der Familienbesitz in Beltershausen an das Kloster übertragen. Tammo scheint keine männlichen Nachkommen besessen zu haben. Er selbst ist in der Folge als Burgmann auf der Burg Frankenberg und 1240 bis 1245 als landgräflicher Schultheiß in Frankenberg bekundet.
Die Burg lag im Bereich des mainzischen Amts und Gerichts Naumburg und befand sich im 15. Jahrhundert zumindest zeitweise im Besitz von Bernhard von Herzenrode (Hirzenrode) und im Jahre 1451 in dem des hessischen Ministerialen Ludwig von Wildungen. Sie wurde im Jahre 1451, im Verlauf der Bundesherrenfehde, von Reinhard von Dalwigk und Friedrich IV. von Hertingshausen zerstört, angeblich weil Bernhard von Herzenrode (Hirzenrode) die Burg trotz ihres Verbotes erbaut habe und Ludwig von Wildungen ihr Feind sei. Demnach hätte die Burg bzw. ein Neubau von ihr vor ihrer Zerstörung nicht lange bestanden. Die letzten Reste wurden in den Jahren 1760–1788 abgebrochen.
Erhalten sind heute nur noch der 245 m ü. NHN hoch liegende Burghügel und schwach erkennbare Reste der trapezförmigen Wall-Graben-Befestigung. Sie umfasste ein Areal von max. 40 × 42 m Größe. Der Flurname „Bei der Burg“ erinnert an die ehemalige Burganlage.